# クラブファイト
クラブファイトはクラブや小規模な会場で行われる格闘技イベントの総称。バーリトゥードルールで行われるのが一般的であるがキックボクシングやボクシングルールで行われる場合もある。メジャーな格闘技の大会と違いチケットの販売等は行われない大会が多く開催も不定期であるため一般客が観戦できる機会は少ない。その危険性や違法性（大会によっては賭けの対象となっている）によりクラブファイトへの参加を禁止している道場も多く参加してしまうと破門となるケースもある。そのため出場選手はフリーやアマチュア、ストリートファイター出身の人間が多くメジャーな選手は出場していない。選手のレベルはかなりばらつきがありプロのリングに上がれるような実力者から素人と変わらない者まで様々。近年はクラブファイトを題材にした映画などの公開により日本でも認知度は上がってきた。